# Chromadorea
Los cromadóreos (Chromadorea) son una de las dos clases tradicionales de nematodos. Está fundamentada en criterios morfológicos, pero no está soportada por los análisis moleculares modernos. Antiguamente se los denominaba como secernénteos (Secernentea).

## Características
Se trata de nemátodos con anfidios localizados dorsolateralmente sobre los labios laterales o en el extremo anterior. Las aberturas de los anfidios son en forma de poro o de hendidura; deridios y fasmidios presentes; aparato excretar tubular; cutícula estriada provista de dos a cuatro capas; esófago variable, pero con tres glándulas esogáficas; alas cuadales presentes; los machos poseen, en general, un testículo; con papilas sensoriales cefálicas y, en los machos, puede haber también papilas caudales. La hipodermis es uninucleada o multinucleada. La cutícula se compone de dos a cuatro capas, y presenta estrías transversales o anillos. El sistema excretor se abre ventrolateralmente mediante un ducto cuticularizado conectado a túbulos colectores es uno o ambos lados del cuerpo. La cavidad corporal presenta de cuatro a seis pseudocelomocitos.  Son casi exclusivamente terrestres, rara vez de agua dulce o marinos.

## Taxonomía
De modo tradicional, los secernénteos se han subdividido en tres subclases y ocho órdenes.
- Subclase Rhabditia
  - Orden Rhabditida
  - Orden Strongylida
- Subclase Spiruria
  - Orden Spirurida
  - Orden Ascaridida
  - Orden Camallanida
  - Orden Drilonematida
- Subclase Diplogasteria
  - Orden Diplogasterida
  - Orden Tylenchida